# ماري بوثويل
ماري بوثويل هي مغنية ومغنية أوبرا ورسامة كندية، ولدت في 28 نوفمبر 1900، وتوفيت في 3 مايو 1985.